# Iulian Magaleas
Iulian Magaleas (n. 1942) este un pedagog și politolog din Republica Moldova, fost deputat și diplomat.
A lucrat ca profesor de istorie și vicepreședinte al Comitetului Executiv raional Drochia. A fost deputat din partea Partidului Comuniștilor în Parlamentul Republicii Moldova, în Legislatura a XIV-a (1998-2001) (demisionat în septembrie 2000) și Legislatura a XV-a (2001-2005). A ocupat funcția de președinte a Companiei TeleRadio Moldova între iunie 2000 și iunie 2002. A fost apoi Consul General al RM în Grecia, iar la 8 octombrie 2003 a fost numit ambasador al Republicii Moldova în Grecia, funcție din care a fost rechemat în iulie 2007.